# Who Are You? (HIROOMI TOSAKAのアルバム)
『Who Are You?』（フー・アー・ユー?）は、三代目 J SOUL BROTHERS from EXILE TRIBEのボーカル、HIROOMI TOSAKAの通算2枚目のオリジナル・アルバムである。2020年1月8日にrhythm zoneから発売された。

## 概要
シングル「SUPER MOON」収録曲、新曲3曲など全9曲を収録。
収録曲「NAKED LOVE」と「LION KING」は、2019年7月12日に配信シングル「SUPERMOON 〜閃〜」としてリリースされていた。
DVD・BD付きの各初回生産限定盤には、2019年7月に行われた初の台湾ソロライブ "SUPERMOON ～UNDER THE MOONLIGHT～”のライブの模様と、ソロプロジェクトのドキュメントによるドキュメンタリー＆ライブを収録。

## 収録曲

### CD
1. Who Are You? (3:55)
  - 作詞：HIROOMI TOSAKA, UTA, SUNNY BOY、作曲：HIROOMI TOSAKA, SUNNY BOY
2. BLUE SAPPHIRE (3:32)
  - 作詞：YVES&ADAMS, Stand Alone、作曲：Stand Alone, Carlos Okabe, Yo-Sea
    - 劇場版「名探偵コナン 紺青の拳」主題歌
3. Nobody Knows (3:41)
  - 作詞：Wolf Kid, Toru Ishikawa、作曲：Toru Ishikawa
4. NAKED LOVE (3:40)
  - 作詞：SUNNY BOY, HIROOMI TOSAKA、作曲：UTA
5. OVERDOSE (4:05)
  - 作詞：Yohei、作曲：UTA
6. One Way Love (3:02)
  - 作詞：UTA、作曲：SUNNY BOY
7. LION KING (3:38) 
  - 作詞：ZERO(YVES&ADAMS), GASHIMA, CrazyBoy、作曲：Vlad Alexandru Vladimi, Noday
8. UNDER THE MOONLIGHT (3:53)
  - 作詞：HIROOMI TOSAKA、作曲：Joe Ogawa, Toru Ishikawa for Digz, Inc.Group
9. SUPERMOON (3:48)
  - 作詞：HIROOMI TOSAKA, SUNNY BOY、作曲：UTA, SUNNY BOY

### DVD/Blu-ray
- Music Video -
1. Who Are You?
2. BLUE SAPPHIRE
3. NAKED LOVE
4. OVERDOSE
5. One Way Love

- Document / Live -
- 『HIROOMI TOSAKA台北演唱會2019 SUPERMOON～UNDER THE MOONLIGHT～』Documentary Live